# Mester Endre
Mester Endre (született Kaufman) (Budapest, Józsefváros, 1903. november 20. – Budapest, 1984. március 30.) magyar orvos, a lézerfénnyel történő gyógyítás úttörője. A lágylézer feltalálója.

## Életrajz
Budapesten született Kaufman Rezső (1876–1943) divatáru-kereskedő és Messer Sarolta (1878–1959) gyermekeként. 1927-ig a pécsi Erzsébet Tudományegyetem Orvostudományi Karának hallgatója volt, majd a budapesti Pázmány Péter Tudományegyetemen tanult műteni, miközben dr. Ádám Lajossal dolgozott. Mind a sebészetben, mind a radiológiában bizonyított.
A második világháború idején sebészként dolgozott a Szent János Közkórházban, majd munkaszolgálatosként a Székesfővárosi Sebészeti Szükségkórházban, s így elkerülte a frontszolgálatot. 1947-től Mester vezette a sebészeti osztályát a Bajcsy-Zsilinszky Kórháznak egészen 1963-ig. Nyilvánosan üdvözölte az 1956-os magyar felkelést a kommunizmus ellen, a forradalom bukása után nem üldözték, a fontos orvosi munkái miatt.
1963-ban a Semmelweis Orvostudományi Egyetem professzora és tanszékvezetője lett, és az 1973-as nyugdíjazásáig dolgozott ott.
1963 novembere és 1964 februárja között Zsivótzky Gyula  olimpiai bajnok életét három lépcsős, igen nehéz műtét sorozattal tudta megmenteni doktor Mester Endre professzor az I. Sebészeti Klinikán.
1967-ben Balassa-díjat kapott az "újabb törekvések az epeutak sebészetében" című előadása folytán. 1971-ben megkapta az MTA doktora címet a Magyar Tudományos Akadémiától.
1972. szeptember 27-én elnyerte az orvostudomány doktora fokozatot.
A világ számos pontján volt vendégelőadó mint például: Bécs, London, Párizs, Moszkva, Berlin, Tokió, Athén, Milánó, München, Kijev, Barcelona, Lipcse, Utrecht, Graz, és Firenze.

## Lézeres kutatásai
1965-ben elkezdte a lézerkutatását. 1974-ben alapította meg a Semmelweis Lézeres Kutatóközpontot, és az élete hátralevő részéig folytatta munkáját. Az ő nevéhez kötődik a lágylézer felfedezése.
Kiadványai az alacsony intenzitású lézer biostimuláló hatásairól 1967-ben kezdődtek.Tudományos kísérleteket végzett a lézersugárzás biológiai hatásairól. 1967-ben publikálta megfigyelését,
hogy kis teljesítményű lézer hatására a borotvált hátú egereken a szőr gyorsabban nőtt ki, mint a nem kezelt társaikén.
1971-től az alacsony intenzitású lézerrel páciensei nehezen gyógyuló lábszárfekélyeit kezelte eredményesen.
Több mint 100 cikket publikált a kutatási területein. A két fia, Mester Ádám orvos doktor, radiológus és Mester András orvos doktor, fül-orr-gégész a későbbiekben segítették őt a munkájában.

## Szakmai pozíciói
- A Magyar Sebész Társaság elnöke (8 évig)[17]
- A Nemzetközi Soft Lézer Társaság elnöke
- A Budapesti Vöröskereszt Bizottság alelnöke
- A Nemzetközi Proctológiai Akadémia Bizottság tagja.
- A Chirurgie of Lyon társaság levelező tagja
- A Chirurgische Praxis szerkesztőbizottságának és a lézerek a sebészetben és az orvostudományban ágazat tagja